# Hoa hậu Hoàn vũ 1980
Hoa hậu Hoàn vũ 1980 là cuộc thi Hoa hậu Hoàn vũ lần thứ 29 được tổ chức tại Trung tâm Văn hoá Sejong, Seoul, Hàn Quốc. Cuộc thi có 69 thí sinh tham dự với chiến thắng thuộc về Shawn Weatherly đến từ Hoa Kỳ.

## Kết quả

### Thứ hạng
| Kết quả              | Thí sinh |
| -------------------- | --- |
| Hoa hậu Hoàn vũ 1980 | - Hoa Kỳ – Shawn Weatherly |
| Á hậu 1              | - Scotland – Linda Gallagher |
| Á hậu 2              | - New Zealand – Diana Nottle |

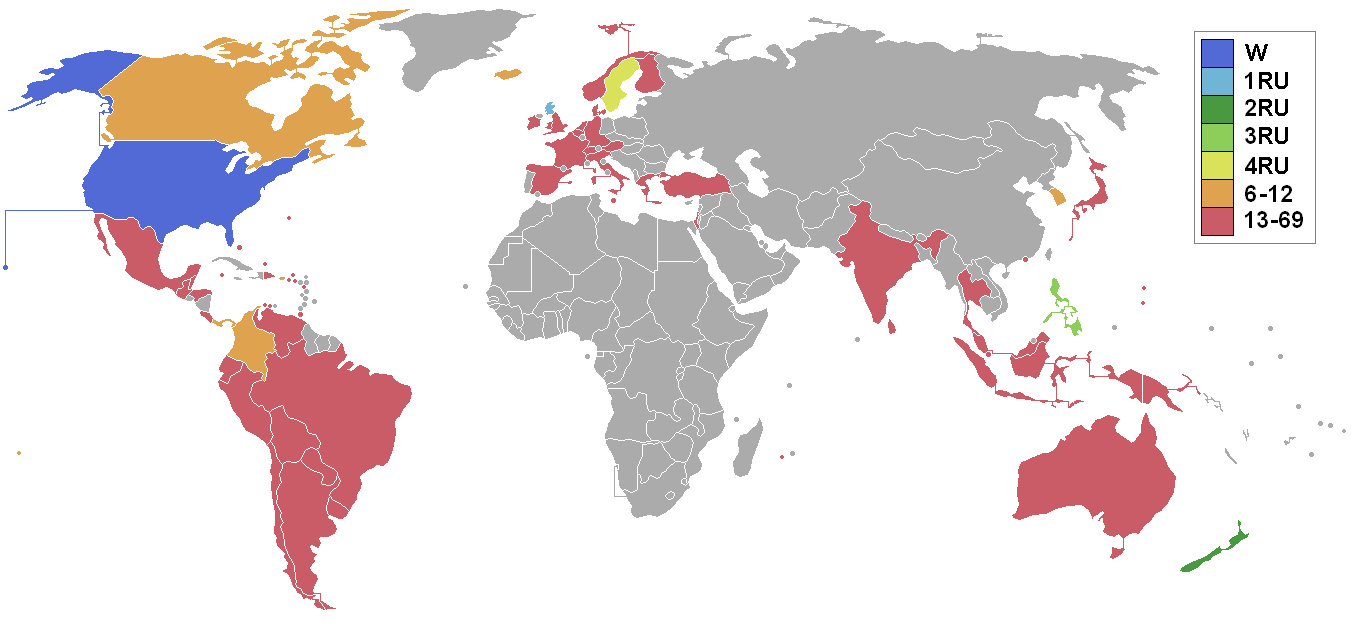
Các quốc gia và vùng lãnh thổ tham gia Hoa hậu Hoàn vũ 1980 và kết quả

| Á hậu 3              | - Philippines – Maria Rosario Silayan † |
| Á hậu 4              | - Thụy Điển – Eva Birgitta Andersson |
| Top 12               | - Canada – Teresa MacKay - Colombia – María Patricia Arbeláez - Iceland – Guðbjörg Sigurdardóttir - Hàn Quốc – Kim Eun-jung - Panama – Gloria Karamañites - Puerto Rico – Agnes Tañón Correa - Tahiti – Thilda Fuller |

### Thứ tự gọi tên
| 1. Scotland 2. Thụy Điển 3. Puerto Rico 4. New Zealand 5. Panama 6. Hàn Quốc 7. Canada 8. Tahiti 9. Colombia 10. Hoa Kỳ 11. Philippines 12. Iceland | 1. Thụy Điển 2. Hoa Kỳ 3. Philippines 4. Scotland 5. New Zealand |

## Giải thưởng đặc biệt
| Giải thưởng                 | Thí sinh                                |
| --------------------------- | --------------------------------------- |
| Hoa hậu Thân thiện          | - Quần đảo Cayman – Dealia Devon Walter |
| Hoa hậu Ảnh                 | - New Zealand – Diana Delyse Nottle     |
| Trang phục dân tộc đẹp nhất | - Ấn Độ – Sangeeta Motilal Bijlani      |

## Hội đồng giám khảo
- Luis Maria Anton
- Max Bostock
- Ron Duguay
- Eileen Ford
- Margaret Gardiner – Hoa hậu Hoàn vũ 1978 đến từ Nam Phi
- Kiyoshi Hara
- Jung Il-Yung
- Dong Kingman
- George Maharis
- Oh Che Qum
- Richard Roundtree
- Abigail Van Buren

### Chung kết
| \| Quốc gia/Vùng lãnh thổ \| Phỏng vấn \| Áo tắm \| Dạ hội \| Điểm trung bình \| \| ---------------------- \| ---------- \| ---------- \| ---------- \| --------------- \| \| Hoa Kỳ \| 9.87 (1) \| 9.769 (1) \| 9.83 (1) \| 9.878 (1) \| \| New Zealand \| 8.283 (2) \| 8.400 (2) \| 8.400 (3) \| 7.885 (2) \| \| Thụy Điển \| 8.208 (3) \| 8.250 (4) \| 8.346 (4) \| 7.572 (8) \| \| Philippines \| 8.120 (4) \| 8.033 (6) \| 8.433 (2) \| 7.662 (5) \| \| Scotland \| 8.036 (5) \| 8.273 (3) \| 8.267 (5) \| 7.785 (3) \| \| Canada \| 7.992 (6) \| 8.200 (5) \| 8.100 (6) \| 7.711 (4) \| \| Puerto Rico \| 7.850 (7) \| 7.892 (8) \| 7.867 (10) \| 7.598 (7) \| \| Iceland \| 7.675 (10) \| 7.942 (7) \| 7.933 (9) \| 7.636 (6) \| \| Hàn Quốc \| 7.658 (11) \| 7.750 (10) \| 7.967 (8) \| 7.525 (11) \| \| Colombia \| 7.789 (8) \| 7.729 (12) \| 7.842 (11) \| 7.531 (10) \| \| Panama \| 7.713 (9) \| 7.742 (11) \| 7.825 (12) \| 7.514 (12) \| \| Tahiti \| 6.957 (12) \| 7.858 (9) \| 8.067 (7) \| 7.566 (9) \| | Hoa hậu Á hậu 1 Á hậu 2 Á hậu 3 Á hậu 4 Top 12 |            |            |                 |
| Quốc gia/Vùng lãnh thổ | Phỏng vấn                                      | Áo tắm     | Dạ hội     | Điểm trung bình |
| Hoa Kỳ | 9.87 (1)                                       | 9.769 (1)  | 9.83 (1)   | 9.878 (1)       |
| New Zealand | 8.283 (2)                                      | 8.400 (2)  | 8.400 (3)  | 7.885 (2)       |
| Thụy Điển | 8.208 (3)                                      | 8.250 (4)  | 8.346 (4)  | 7.572 (8)       |
| Philippines | 8.120 (4)                                      | 8.033 (6)  | 8.433 (2)  | 7.662 (5)       |
| Scotland | 8.036 (5)                                      | 8.273 (3)  | 8.267 (5)  | 7.785 (3)       |
| Canada | 7.992 (6)                                      | 8.200 (5)  | 8.100 (6)  | 7.711 (4)       |
| Puerto Rico | 7.850 (7)                                      | 7.892 (8)  | 7.867 (10) | 7.598 (7)       |
| Iceland | 7.675 (10)                                     | 7.942 (7)  | 7.933 (9)  | 7.636 (6)       |
| Hàn Quốc | 7.658 (11)                                     | 7.750 (10) | 7.967 (8)  | 7.525 (11)      |
| Colombia | 7.789 (8)                                      | 7.729 (12) | 7.842 (11) | 7.531 (10)      |
| Panama | 7.713 (9)                                      | 7.742 (11) | 7.825 (12) | 7.514 (12)      |
| Tahiti | 6.957 (12)                                     | 7.858 (9)  | 8.067 (7)  | 7.566 (9)       |

## Thí sinh tham gia
| - Argentina – Silvia Piedrabuena - Aruba – Magaly Maduro - Úc – Katrina Redina - Áo – Isabel Muller - Bahamas – Darlene Davies - Bỉ – Brigitte Billen - Belize – Ellen Marie Clarke - Bermuda – Jill Murphy - Bolivia – Carmen Sonia Pereira Parada - Brazil – Eveline Schroeter - Quần đảo Virgin (Anh) – Barbara Stevens - Canada – Teresa Lynn McKay - Quần đảo Cayman – Dealia Devon Walter - Chile – María Gabriela Campusano Puelma - Colombia – Maria Patricia Arbeláez - Costa Rica – Barbara Herrero - Curaçao – Hassana Hamoud - Đan Mạch – Jane Bill - Cộng hòa Dominica – Milagros Germán - Ecuador – Verónica Rivas - Anh – Julie Duckworth - Phần Lan – Sirpa Viljamaa - Pháp – Brigitte Choquet - Đức – Kathrin Glotzl - Hy Lạp – Roula Kanellapoulou - Guadeloupe – Elydie de Gage - Guam – Dina Aportadera - Guatemala – Lizabeth Iveth Martínez Noack - Hà Lan – Karin Gooyer - Honduras – Etelvina Raudales Velásquez - Hồng Kông – Đới Nguyệt Nga - Iceland – Guðbjörg Sigurdardóttir - Ấn Độ – Sangeeta Motilal Bijlani - Indonesia – Andi Nana Riwayate - Ireland – Maura McMenamim | - Israel – Ilana Shoshan - Ý – Loredana Del Santo - Nhật Bản – Hisae Hiyama - Hàn Quốc – Kim Eun-jung - Malaysia – Felicia Yong - Malta – Isabelle Zammit - Mexico – Ana Patricia Nuñez Romero - New Zealand – Diana Delyse Nottle - Quần đảo Bắc Mariana – Angelina Camacho Chong - Na Uy – Maiken Nielsen - Panama – Gloria Karamañites - Papua New Guinea – Mispah Alwyn - Paraguay – Martha Galli - Perú – Mariailce Ramis - Philippines – Maria Rosario Silayan † - Puerto Rico – Agnes Tañón Correa - Réunion – Marie Josephe Hoareau - Scotland – Linda Gallagher - Singapore – Ann Chua Ai Choo - Sint Maarten – Lucie Marie Davic - Tây Ban Nha – Yolanda Hoyos - Sri Lanka – Hyacinth Kurukulasuriya - Thụy Điển – Eva Birgitta Andersson - Thụy Sĩ – Margrit Kilchoer - Tahiti – Thilda Raina Fuller - Thái Lan – Artitaya Promkul - Trinidad và Tobago – Althea Rocke - Thổ Nhĩ Kỳ – Heyecan Gokoglou - Quần đảo Turks và Caicos – Constance Lightbourne - Uruguay – Beatriz Antuñez - Hoa Kỳ – Shawn Weatherly - Quần đảo Virgin (Mỹ) – Deborah Mardenborough - Venezuela – Maye Brandt † - Wales – Kim Ashfield |

## Chú ý

### Lần đầu tham gia
- Quần đảo Cayman
- Quần đảo Turks và Caicos

### Trở lại
- Lần cuối tham gia vào năm 1977:
  -  Guadeloupe
  -  Indonesia
  -  Sint Maarten
- Lần cuối tham gia vào năm 1978:
  -  Curaçao

### Bỏ cuộc
- Antigua
- Barbados
- Bophuthatswana –- Jacobeth Lolo Matale không được cấp thị thực đến Hàn Quốc.
- El Salvador
- Fiji – Margaret Singh
- Mauritius – Christiane Carol MacKay
- Bồ Đào Nha
- Saint Kitts
- Saint Vincent
- Nam Phi – Jenny Kay không được cấp thị thực đến Hàn Quốc.
- Suriname – do cuộc đảo chính quân sự tại Suriname.
- Transkei – Lindelwa Myataza không được cấp thị thực đến Hàn Quốc.

### Không tham gia
- Síp – Georgia Christodolidou
- Martinique
- Namibia – Bernice Tembo không được cấp thị thực đến Hàn Quốc.